# Lepidiota serraticollis
Lepidiota serraticollis är en skalbaggsart som beskrevs av Moser 1913. Lepidiota serraticollis ingår i släktet Lepidiota och familjen Melolonthidae. Inga underarter finns listade i Catalogue of Life.